# Esra Erol
Esra Erol (ur. 12 maja 1982 w Stambule) – turecka prezenterka telewizyjna.

## Życiorys
Urodziła się 12 maja 1982 w Stambule jako córka Necli Sinoplu i Seyfiego Erola, policjanta. Absolwentka szkoły podstawowej i średniej w Kütahya, gimnazjum żeńskiego Çini Seramik oraz Wydziału Otwartej Edukacji Uniwersytetu Anadolu. Uczęszczała na kurs dykcji na Uniwersytecie Maltepe, następnie studiowała na Wydziale Radia i Telewizji Uniwersytetu Marmara.
W 2003 zadebiutowała jako prezenterka programu Siemens Mobile Kuşak w Teknoloji TV. W latach 2005–2007 była gospodynią audycji Turkuaz na antenie Kanal D. W 2007 została prowadzącą programu Dest-i İzdivaç w stacji Flash TV. W następnym roku prezentowała audycję Esra Erol'la İzdivaç na antenie Star TV. W latach 2013–2014 moderowała program Esra Erol'la w stacji Fox TV. Od 2015 do 2017 prowadziła audycję Esra Erol'da w ATV. W 2018 wystąpiła w teledysku Mustafy Sandala i Eypio do utworu pt. „Reset”, który wyreżyserował Tunç Topçuoğlu.

## Życie prywatne
Ma cztery siostry – Edę, aktorkę, Bihter, Pervin oraz Filiz. 2 lipca 2010 jej mężem został Ali Özbir, z którym ma dwóch synów – İdrisa Ali (ur. 2011) i Ömera Erola (ur. 2015).

## Filmografia
| Filmy fabularne |                   |              |                         |
| Rok             | Tytuł             | Reżyseria    | Rola                    |
| 2009            | Kanal-i-zasyon    | Alper Mestçi | prezenterka telewizyjna |
| 2015            | Yapışık Kardeşler | İlker Ayrık  | prezenterka telewizyjna |
| Dubbing         |                   |              |                         |
| Rok             | Tytuł             | Reżyseria    | Rola                    |
| 2017            | Doru              | Can Soysal   | Dorukısrak              |

## Nagrody i nominacje
| Rok  | Nagroda                         | Kategoria                                    | Rezultat  |
| ---- | ------------------------------- | -------------------------------------------- | --------- |
| 2011 | Pantene Golden Butterfly Awards | Najlepsza prezenterka (Esra Erol'la)         | Nagroda   |
| 2012 | Pantene Golden Butterfly Awards | Najlepsza prezenterka (Esra Erol'la)         | Nagroda   |
| 2014 | Pantene Golden Butterfly Awards | Najlepsza prezenterka (Esra Erol'la)         | Nagroda   |
| 2015 | Pantene Golden Butterfly Awards | Najlepsza prezenterka (Esra Erol'la)         | Nominacja |
| 2016 | Pantene Golden Butterfly Awards | Najlepsza prezenterka (Esra Erol'la)         | Nominacja |
| 2016 | Pantene Golden Butterfly Awards | Najlepszy program dzienny (Esra Erol'la)     | Nominacja |
| 2017 | Pantene Golden Butterfly Awards | Najlepsza prezenterka (Esra Erol'la)         | Nominacja |
| 2017 | Pantene Golden Butterfly Awards | Najlepszy program dzienny (Esra Erol'la)     | Nominacja |
| 2018 | Pantene Golden Butterfly Awards | Najlepsza prezenterka (Esra Erol'la)         | Nominacja |
| 2018 | Pantene Golden Butterfly Awards | Najlepszy program dzienny (Esra Erol'la)     | Nominacja |
| 2019 | Pantene Golden Butterfly Awards | Najlepsza prezenterka (Esra Erol'la)         | Nominacja |
| 2019 | Turkey Youth Awards             | Najlepszy program telewizyjny (Esra Erol'la) | Nominacja |
| 2020 | Turkey Youth Awards             | Najlepszy program telewizyjny (Esra Erol'la) | Nominacja |
| 2021 | Pantene Golden Butterfly Awards | Najlepsza prezenterka (Esra Erol'la)         | Nominacja |
| 2021 | Ayaklı Gazete TV Stars Awards   | Najlepsza prezenterka (Esra Erol'la)         | Nagroda   |